# 叢振洪
叢振洪（英語：Chung Christopher Jhen-hoong，1998年6月20日—），生於澳洲，香港足球運動員，司職中堅，現時效力於香港超級聯賽球會港會。

## 球會生涯
在嬰孩時期便移居香港生活，早年在澳洲St Ignatius' College就學，在港會接受足球訓練。其後遠赴澳洲讀書，期間參與當地的全國超級聯賽。在澳洲完成學業後，叢振洪於2018年年尾回流香港，在11月23日與港超球會冠忠南區簽約。
2020/21球季，叢振洪改投天水圍飛馬。
2021/22球季，叢振洪加盟升班到港超聯的港會。

## 國際賽生涯
叢振洪U14就開始代表港隊。15歲時代表香港U16出戰U16亞少盃決賽周，雖然香港在決賽週分組賽事中三戰皆敗，但是當屆成員被譽為「黃金一代」。

## 外部連結
- HKFA（页面存档备份，存于）